# Robert Potonié
Robert Henri Hermann Ernst Potonié (* 2. Dezember 1889 in Berlin; † 26. Januar 1974 in Krefeld) war ein deutscher Paläobotaniker. Sein offizielles botanisches Autorenkürzel lautet „R. Potonié“.

## Leben
Er war der Sohn des deutsch-französischen Paläobotanikers Henry Potonié und studierte ab 1909 in Berlin Geologie, Botanik und Chemie, unterbrochen vom Wehrdienst im Ersten Weltkrieg 1914 bis 1918. Im Jahr 1920 wurde er promoviert (Der mikrochemische Nachweis fossiler kutinisierter Zellwände sowie fossiler Zellulose und seine Bedeutung für die Geologie der Kohle) und 1922 habilitierte er sich an der TH Berlin (Ligninabstammung der Kohle vom paläontologischen Standpunkt aus betrachtet). Ab 1920 war er an der Preußischen Geologischen Landesanstalt (PGLA), ab 1923 als festangestellter Assistent. 1934 wurde er Bezirksgeologe im Reichsamt für Bodenforschung und 1955 ging er als Abteilungsdirektor im Geologischen Landesamt Nordrhein-Westfalen in den Ruhestand.
Er lehrte ab 1923 an der TH Berlin und nach dem Krieg ab 1950 an der Universität Bonn, was er als Honorarprofessor bis 1966 fortsetzte (wobei er vor allem über Kohlepetrologie Vorlesungen hielt).  1957/58 war er Gastwissenschaftler am Institut für Paläobotanik in Lucknow.
Potonié befasste sich mit Palynologie, Paläobotanik und Petrologie von Kohle und war für die Erforschung von fossilen Sporen und Pollen in tertiären Braunkohlevorkommen und im Ruhrkarbon bekannt. Seine Empfehlungen dazu wurden auch in der internationalen botanischen Nomenklaturkommission, deren Mitglied er war, umgesetzt und er befasste sich auch allgemein mit der paläobotanischen Arten-Festlegung. Potonié war auch an chemischen Fragen der Paläobotanik interessiert (Kaustobiolithe, inkohlte Zellwände und Sporenhaut). Er veröffentlichte 226 wissenschaftliche Arbeiten.

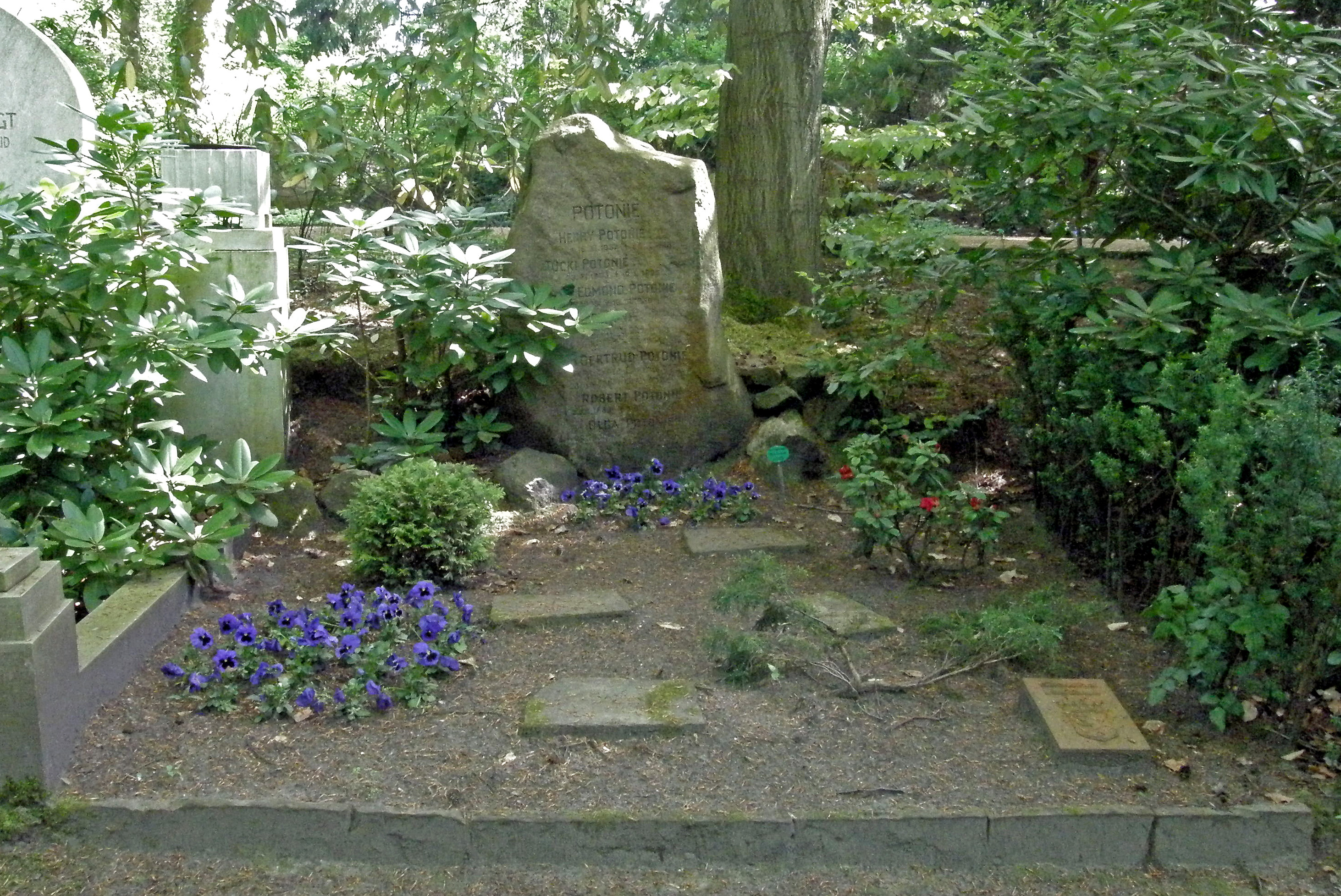
Grabstätte

1937 bis 1945 war er Herausgeber des Geologischen Zentralblatts. Er war erster Präsident der Internationalen Kommission für Kohlenpetrologie und später deren Ehrenpräsident. 1961 erhielt er das Große Verdienstkreuz des Verdienstordens der Bundesrepublik Deutschland. Er war Ehrenmitglied der Internationalen Organisation für Paläobotanik und korrespondierendes Mitglied der Societé Royale des Sciences de Liège. Er erhielt die Reinhardt-Thiessen-Medaille.
Wie seine Ehefrau war er passionierter Schmetterlingssammler.
Sein Grab auf dem Parkfriedhof Lichterfelde war von 1987 bis 2009 ein Ehrengrab der Stadt Berlin.

## Schriften
- Zur Mikrobotanik des eozänen Humodils des Geiseltals, Arbeiten aus dem Inst. f. Paläobotanik der Preuss. Geol. L.-A. 1934
- mit H. Venitz: Zur Mikrobotanik des miozänen Humodils der niederrheinischen Bucht, Arb. Inst. Paläobotanik d. Preus. Geol. L.-A., 5, Berlin  1934
- mit Ahmedjan Ibrahim, Friedrich Loose: Sporenformen aus den Flözen Ägir und Bismarck des Ruhrkarbons., Neues Jahrbuch Bell., 67, 1932, 438–454
- mit Gerhard Kremp: Die Gattungen der palaeozoischen Sporae dispersae und ihre Stratigraphie, Geolog. Jahrbuch, 69, 1954, 111–194
- mit Gerhard Kremp: Die Sporae dispersae des Ruhrkarbons, ihre Morphologie und Stratigraphie mit Ausblicken auf Arten anderer Gebiete und Zeitabschnitte. Teil 1,2, 3, Palaeontographica, Band 98, 1955, 1–136, Band 99, 1956, 85–191, Band 100, 1956, 65–121
- Synopsis der Gattungen der Sporae dispersae, sechs Teile, Beihefte Geolog. Jahrbuch, 1956 bis 1970
- Synopsis der Sporae in situ, mehrere Teile, Beihefte Geolog. Jahrbuch, 1956 bis 1970
- Phylogenetische Sporologie. Wandel der Sporengestalt der Höheren Pflanzen im Laufe der Erdgeschichte (= Fortschritte in der Geologie von Rheinland und Westfalen, Band 22), Geologisches Landesamt Nordrhein-Westfalen, Krefeld 1973

Er gab das Buch seines Vaters Die Steinkohle – ihr Wesen und Werden, Reclam 1921, heraus.